# Olympia (Schiff, 1950)
Die Olympia war ein 1950 in Goole gebautes Frachtschiff.
Das Wrack des am 13. Februar 1980 auf Grund gelaufenen Schiffs liegt in einer Bucht im Südwesten der Insel Amorgos in der Inselgruppe der Kykladen (Position 36° 47′ 19,5″ N, 25° 45′ 26,4″ O). Luc Besson drehte hier Szenen seines Films Im Rausch der Tiefe.